# 小田急8000形電車
小田急8000形電車（おだきゅう8000がたでんしゃ）は、1983年（昭和58年）に登場した、小田急電鉄の通勤型電車である。
本項では個別の編成について、小田急での用法に倣って「新宿寄り先頭車両の車両番号×両数」の表記とする（例：8051×4、8261×6）。また編成内の個別の車両について示す際、それが一意でない場合には、各車の記号番号並びに番台区分から「デハ8100番台」などのように表記する。

## 概要
輸送力増強と通勤車両の大型化のため、各駅停車から急行にまで運用可能な汎用通勤車両として登場した。9000形以来約11年ぶりのモデルチェンジが行われ、1982年（昭和57年）から1987年（昭和62年）までの間に4両固定編成と6両固定編成が各16編成ずつ、合計160両が製造された。2002年度から2013年度にかけて全編成に車体修理工事が実施されており、最初に施工された2編成(8251×6・8255×6)を除いてはVVVFインバータ制御への改造も併せて行われている。

## 登場の経緯
小田急で1969年から大型通勤車両として導入が継続されていた5000形 (初代)は、13年間の増備によって1982年までに合計180両が製造され、車両運用や保守の面からみて適正な車両数となった。この間に進歩した鉄道車両の技術動向を踏まえ、次世代の車両を開発するという機運が生じ、省エネルギー・保守の容易化・長寿命化を主眼とした車両が開発された。
2600形は各駅停車用の車両として、5000形は急行用の車両として製造されたが、新型通勤車両は千代田線直通を除く各駅停車・準急・急行のいずれの種別にも使用可能な仕様とすることとした。また、高性能車の他形式と相互に連結可能としたうえで、箱根登山電車への直通運転も可能な仕様とすることになった。
このような条件を踏まえた開発・設計が行われ、登場したのが本形式である。

## 車両概説
本節では、登場当時の仕様を基本として、増備途上での変更点を個別に記述する。製造後の変更については後述する。
全長20 m、普通鋼製の4扉車で、1982年に6両編成が登場、1984年からは4両編成も製造された。どちらの編成も制御車のクハ8050形と、中間電動車のデハ8000形の2形式によって構成される。

### 車体
先頭車・中間車とも車体長19,500 mm・全長20,000 mmで、車体幅は2,900 mmの全金属製車体である。外板は厚さ3.2 mmの耐候性鋼板鋼を採用した。腐食防止対策の観点から、屋根と雨樋には全面的に厚さ1 mmのステンレス板を採用し、床板もステンレス製のキーストンプレートとしたほか、側梁の溶接はそれまでのスポット溶接から突き当て全周溶接に変更した。また、台枠については、それまでの小田急の車両では台車の心皿部分が凸形となった構造であったが、8000形では平台枠に変更し、台車ボルスタ部分と車体中心部を個別に製作した上で溶接する方式とした。
正面は大型曲面ガラスを用いたスケルトン構造とし、窓回りの柱を黒色とすることによって大きな1枚窓のような感覚を与えるものとする一方で、安全対策上から貫通扉を残し、貫通路脇には手すりを設置した。前照灯と尾灯は角型で、両者を横に並べたユニットが運転席・助士席の窓下、帯の中に配置された。種別表示器・行先表示器と通過標識灯、車号表記はガラス内に収められている。また乗務員室の奥行を拡大したため直後の戸袋窓は省略された。スカートは海側に肘コック操作用の切欠きがあるほか、山側に小さい蓋が設けられている。
側面は4箇所の客用扉（側引戸）があり、いずれも1,300 mm幅、高さ1800 mmの両開き扉である。戸閉装置は従来車の床置き式から鴨居設置に変更し、単気筒複動式のものとした。側面窓は900 mm四方で、扉間は60mmの縦桟を挟んだ2連窓となっている。1段下降窓である点は従来車と同様だが、本系列では新たにアルミニウム製のユニット窓を採用した。これは防錆対策を行っても腐食の進行がみられたという9000形での経験が生かされたものである。ユニット窓は窓部分と水受けとが完全に一体化されており、水受け内の水が水抜きパイプで車体外部に排出されることで完全防水形を実現している。あわせてガラスもサッシレスとすることで、走行中の窓枠接触音の解消を図った。ユニット窓の採用により、側面窓外周にはアルミの枠が付いた見付けとなっている。また先頭部を除く各戸袋には戸袋窓があり、同様にアルミの縁取りが設けられた。
車両間の貫通路は5200形まで続いた広幅貫通路ではなく、800 mm幅の狭幅貫通路とし、また保安度と空調効果の向上を目的に全ての妻面に貫通扉（妻引戸）を設置した。扉は全て山側に開く。扉の左右には固定窓が配されている。
塗色は従来車に準じたもので、ケープアイボリーの車体にロイヤルブルーの腰帯が配されている。落成当初は正面貫通扉に青帯が回り込んでいないデザインであったが、報道発表時点で貫通扉にも青帯が入ったものに改められている。なお8052×4・8257×6の2編成は特別塗装で製造された（#イベントカーを参照）。

### 内装

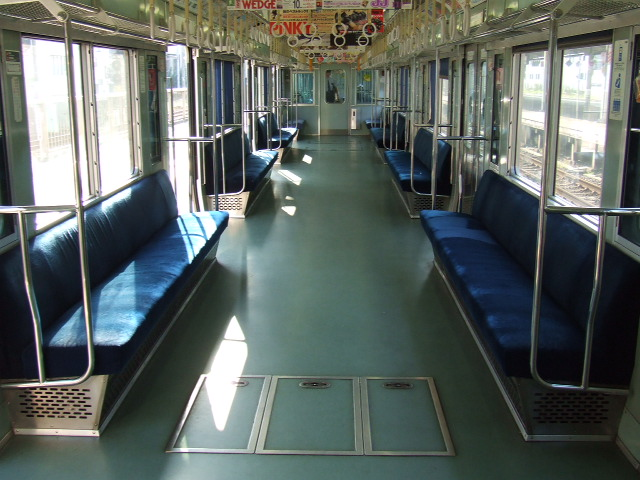
更新前の車内

車内レイアウトは定員も含め5000形と同じである。
室内の配色は寒色系でまとめられており、床面はライトグリーン、座席はダークブルーで基本的には従来車と変わらないが、側壁にはライトグリーン系の色を使用した模様入りのアルミデコラが採用された。
座席はすべてロングシートで、扉間は7人掛けで3000 mm幅（1人あたり約428.5 mm）、車端部には4人掛けで1640 mm幅（1人あたり410 mm）の座席が配置されている。このうち先頭車の車端部はシルバーシートとされた。
増備途上での変更点として、1986年度に登場した6次車からは冷風吹き出し口が変更されたほか、車端座席の妻部にモケットが張られた。さらに1987年製のラスト4編成（8064×4 - 8066×4・8266×6）については、車内の配色が寒色系から暖色系に変更されている。座席モケットはワインレッド、化粧板はホワイトベージュ基調に、床もグレーに変更された。この基本配色は、同年に登場する1000形に引き継がれることとなる。

### 主要機器
主回路装置には界磁チョッパ制御方式、電力回生ブレーキを備えるものとし、三菱電機製の装置が採用された。当時の技術としては電機子チョッパ制御の方が電力面で優れていたが、経済面を鑑みて採用は見送られている。回生ブレーキについては小田急では既に2600形と9000形において採用しており、高速域からの電力回生制御についても技術の進歩があったことや、その後全線にわたり十分な回生負荷が見込まれるようになったことを踏まえての採用となっている。
主制御器は三菱電機製のFCM-148-15MRH形で、M2・M4に搭載する。GTO素子を採用し回路の簡略化と同時に装置自体の小型化が図られている。抵抗制御の段数は直列13段、並列10段であり、回生制動の段数は13段である。またモニタ装置を内蔵して動作情報を記録しており、これは故障時の解析や試験時の情報収集等に役立てられる。主電動機は三菱電機製MB-3282-AC形、出力140kWの複巻整流子電動機が採用された。界磁チョッパ用の複巻電動機では、直巻界磁と分巻界磁の2つを有する構造で、分巻コイルが大きくなるため電動機自体の大型化が避けられない。これにより従来の丸型電動機では狭軌用の台車枠に収まらないため、形状をスペースを有効に活用できる八角形とした。駆動方式はWNドライブで、歯数比は85:16=5.31とした。
制動装置（ブレーキ装置）はHSC-R、応荷重機構付電力回生制動併用の電磁直通ブレーキが採用された。これは従来車に用いられるHSC-Dの電空切換連動部分を置き換えたものである。回生ブレーキを有効に活用しつつ、所定通りのブレーキ力を保つには、空気ブレーキと回生ブレーキそれぞれのブレーキ力の総和が、運転士からのブレーキ指令と一致してなければならない。そのためこの装置では、アナログ演算によって空気ブレーキのブレーキ力を回生ブレーキのブレーキ力の分だけ抑制する機能が追加されている。なお抑速回生制動が失効した際には自動的に抑速空気制動に切り替わり、安定した制動力が得られる機能としている。

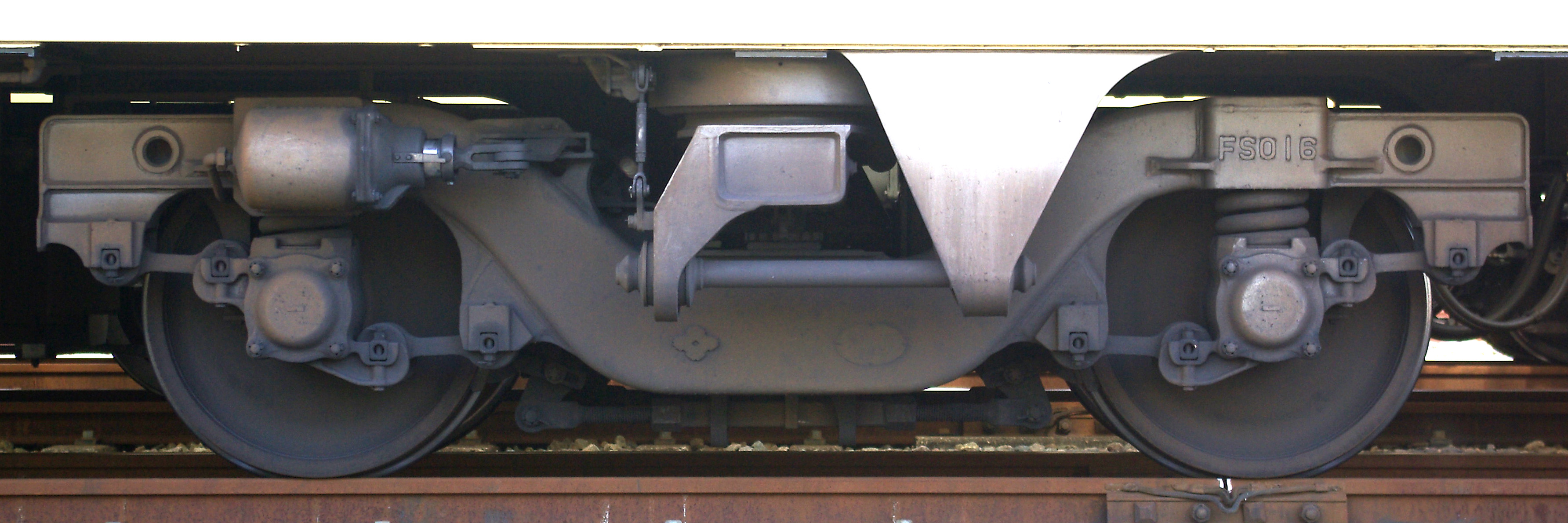
FS016 付随台車

台車は2200形から採用実績のあるアルストムリンク式空気ばね台車である。住友金属工業製で形式は電動台車がFS516付随台車はFS016。いずれも860 mm径の波打車輪を使用する。基礎ブレーキの踏面ブレーキは片押し式、また常時加圧方式の踏面清掃装置が設けられた。空気ばねには「低型スミライド」が採用されている。
補助電源装置は東洋電機製造製のブラシレス電動発電機 (BL-MG) が採用され、6両編成では容量140kVAのTDK3347-AをM1・M3に搭載する。各装置は3両分の負荷を担当し、一方が故障した場合にもう一方から電源を供給する自動受給電装置をM3に搭載している。
なお4次車からは東芝製の静止形インバータ (SIV) に変更された。4両編成は90kVAのBS-483-GをTc1・M1に搭載、6両編成は140kVAのBS-483-Jで従来と同じM1・M3へ搭載となる。いずれも自動受給電装置を備える。
電動空気圧縮機 (CP) は初代5000形後期車から続くC-2000Lを各先頭車に搭載する。
集電装置は東洋電機製造製の菱形パンタグラフPT4212S-AMを採用し、6両編成はM2・M3・M4、4両編成はM1・M2に各1基、いずれも小田原寄りに搭載する。付帯する機器としてヒューズ箱と避雷器が付近に配置されており、ヒューズ箱は6両編成のM3のみ2つとなっている（他は1つ）。6次車からは避雷器が六角柱から円柱状のものへ、ヒューズ箱が台形断面のものから箱状のものへそれぞれ変更された。
冷房装置は10,500kcal/hの集約分散式で、1両あたり4台搭載するが、2台をペアとして連続カバーにまとめられており、外観上は1両あたり2組となる。装置は省電力型で、ロータリーコンプレッサーを使用している。形式はCU-195A、6次車からはCU-195Bに変更された。補助送風器はラインフローファンで、長手方向の配置にしたため従来車とは室内の天井の見附が大きく異なる。

#### 乗務員室
乗務員室は従来車より後方に100 mm拡張され、部品は極力埋め込み式の取り付け方法とすることで室内空間を広くすることを図ったほか、運転台の計器盤パネルは取り外し可能なユニット式とした。また、ランプ類はLEDを使用し長寿命化を図った。

## 沿革

### イベントカー
1984年に増備された8052×4と8257×6は特別な塗装が施された「イベント電車」として製造された。塗装は小田急の歴史を表現したもので、白を地色にオレンジレッド・イエロー・マルーンの3色を階段状に塗り分けたデザインである。白は当時の通勤車の一般色、オレンジレッドはSE車以降の特急色、イエローは戦後間もない頃の特急色、マルーンは戦前の車両色をイメージしている。
8052×4は4月17日から、8257×6は5月9日から営業運転を開始した。当初は「走るギャラリー」というヘッドマークを掲出していたが、後に愛称を一般公募、7月1日に「ポケット号」と名付けられ、ヘッドマークの文字も「小田急線『走るギャラリー』 ポケット号」に変更されている。
1986年10月から11月にかけて8054×4・8055×4・8253×6・8262×6の4編成に、車体側面中央部へ5色のカラーストライプが施された。翌年に向ヶ丘遊園で開かれる「蘭・世界大博覧会」を記念したもので、ストライプに加え、幕板部には博覧会のロゴマーク（シンボルマークとロゴタイプを組み合わせたもの）が大書されている。「オーキッド号」として運行された。
博覧会終了後の1987年3月下旬にはロゴマークだけを消し、「フラワートレイン」としての運行へ移行した。
1987年には6編成とも運行を終了しており、「ポケット号」の8257×6は4月、8052×4は8月に標準色に塗り替えられた。「フラワートレイン」の4編成も同年6月にストライプが外されたが、その後も「イベントカー」として側扉のガラスにステッカーが貼られていた。

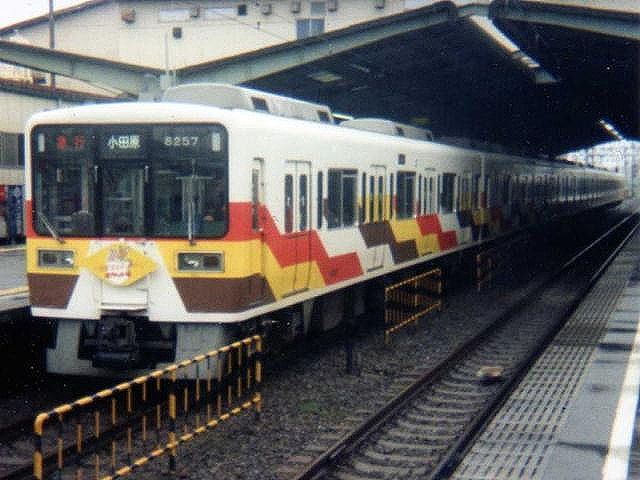
ポケット号（8257×6）
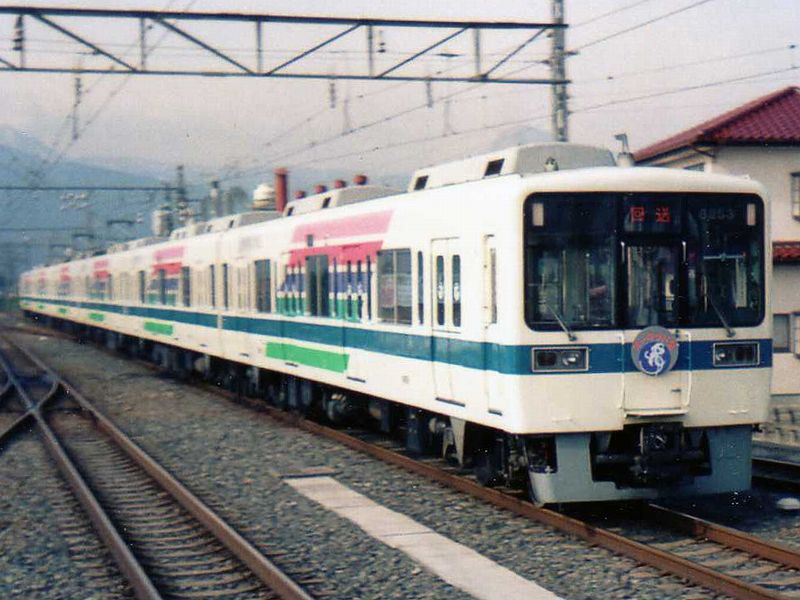
オーキッド号（8253×6）
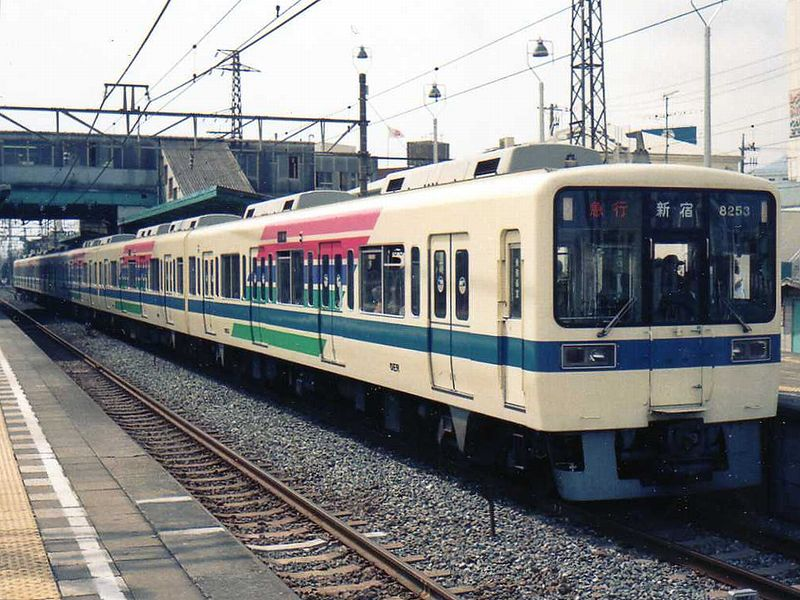
フラワートレイン（8253×6）

#### その他の装飾等
- 登場からしばらくの間、8251×6は車内で「懐かしの小田急沿線写真展」を行い[43]、「小田急沿線懐かしの写真展号」というヘッドマーク（特殊運板）も掲出された[44]。
- 1983年8月には、小田急百貨店で「鉄道展」が行われるのに伴い、8255×6に「鉄道展」のヘッドマークを掲出して運行した[13]。
- 1997年3月から6月にかけて、向ヶ丘遊園でイベント「ウルトラマンワールド」が開催されることに合わせ[41]、4月から6月にかけて8054×4・8055×4・8253×6・8262×6の4編成に対して[41]、正面の前照灯下と車端部をのぞく側面戸袋窓上部に「ウルトラマンワールド・ブースカランド」のステッカーが貼付された[41]。
- 2002年11月には、小田急百貨店開店40周年記念として、8054×4・8055×4・8253×6・8262×6の4編成に対して小田急百貨店の包装紙と同様のデザインが車体側面に施された[45]。
- 2019年度には8255×6に江ノ島線開業90周年の記念ラッピングが施された[46]。

### 特別な運用
1987年1月、踏切事故により3000形SE車が1編成使用不能になった。3100形NSE車と7000形LSE車が各1編成ずつ工場に入場していた時期だったため特急車が不足し、1月24日・25日の「さがみ」の一部列車を8000形で運行する事態になった。この時は種別幕は「臨時」と表示し、特急料金は不要だった。この特急代走については、特に理由・期間と使用編成について異説が存在する。

### 廃車
2019年6月19日、8264×6に乗用車が衝突、脱線し、同編成は翌年度頭の2020年4月1日付で廃車となった。また同年度の下期には8255×6・8251×6も廃車となり、界磁チョッパ制御車が消滅した。その後、2022年10月の8056×4を皮切りに本格的な廃車が始まっている。

## 改造工事

### 小規模な変更
- 1992年3月よりシルバーシートが増設され、各中間車の新宿寄りにも配置された。また2002年10月より優先席の名称に変更されている。
- 1997年から座席のセミバケット化が開始された[25]。色調は元の車内配色にあわせたものとなっている[46]。
- 台車の踏面清掃装置を撤去。
- 2002年度から2003年度にかけて全編成のパンタグラフがシングルアーム式（PT7113-B）に換装された[50]。一部は車体修理工事と同時に実施している。
  - 2002年度：8051×4・8054×4・8055×4・8057×4・8058×4・8060×4・8061×4・8063×4 - 8066×4・8251×6・8252×6・8255×6・8257×6 - 8260×6・8263×6 - 8265×6
  - 2003年度：8052×4・8053×4・8056×4・8059×4・8062×4・8253×6・8254×6・8256×6・8261×6・8262×6・8266×6
- 連結部に転落防止幌を設置。
- 2003年度以降、床下機器の塗色を黒色から灰色に変更。
- 一部の電動台車に増粘着装置（セラジェット）を設置[51]。後に撤去されている[51]。
  - 4両編成の編成両端と6両編成の小田原方、すなわちデハ8000番台の新宿方と、デハ8100番台・8500番台の小田原方に配置。
- 2004年度、全車両に防音車輪を導入[52]。波打車輪ではない車輪が用いられている。
- 2004年頃から2007年頃にかけてクハ8550・8050番台の電気連結器の撤去が行われた。
- 2005年5月より1号車（クハ8550番台）が女性専用車に設定された。
- 2007年度から2011年度にかけて、D-ATS-P装置の設置が行われた[53]。一部は車体修理工事と同時に実施されている。なお保安装置のD-ATS-Pへの切替えは2012年から2015年にかけて行われた。
- 2009年頃、各中間車の優先席位置を新宿寄りから小田原寄り車端部に変更した[53]。8054×4・8064×4・8056×4・8265×6の4編成は車体修理工事と同時に実施している[54]。
  - なおこのとき床と壁面には手が加えられなかったため、優先席移設前に色分けを行った編成[注 11]では配色がちぐはぐになっている。
- 2014年6月、8058×4のクハ8058と、8258×6のクハ8558の前照灯がLED化された。
- 非常ハシゴを設置。小田急電鉄全体で2016年から2020年にかけて実施した。
- 2018年3月のダイヤ改正に先立ち、種別・行先表示器の内容を変更。同時に前面行先を除いてローマ字表記を（頭文字を除いて）小文字に変更するとともに、種別の「EXP.」というような省略表示を撤廃した[注 12]。
- 定位置停止支援装置（TASC）を設置。2019年3月の代々木八幡駅新ホーム供用開始にあわせ、小田急電鉄全体で2015年から2020年頃にかけて実施[55]。
- 2021年、4両編成2本に対してクヤ31との連結に対応する改造が行われた。6月22日に8065×4、8月25日に8066×4に実施されている。
  - これまで使用していた1000形（1051×4・1751×6・1752×6）の廃車によるもので、クハ8150番台に三相交流電源給電用のジャンパ連結器が設置された[51]。これによりスカートの右側に切欠きが追加されている。
- 2022年3月より順次、各編成の3号車（サハ8450番台）を「子育て応援車」とし、窓に合計24枚[注 13]のステッカーを掲出した[56]。
- 2022年に8065×4・8265×6、8066×4・8266×6の4編成で室内灯のLED化（川重製）が行われた。なおクハ8066のみは車体修理工事の際にLED化されており、再交換はされなかった。

### 車体修理
2002年度から2013年度にかけて、小田急車両工業→小田急エンジニアリングにより全編成に車体修理と機器更新が実施された。6両編成の方が先に施工されており、こちらは2009年度で完了、4両編成は2007年度より施工が開始されている。5200形で行われた内容をより向上させ、2000形や3000形で採用された内容が取り入れられている。室内のカラーリングは暖色系となった。当初の施工内容を以下に示す。
劣化・腐食部分等の補修・修繕
- 塗装剥離の上、車体各部（外板・屋根・床・側引戸）の修繕、配管・配線の補修を実施[58][57]。

機器類の更新等
- 主回路機器の更新。初期に施工された2編成は界磁チョッパ制御のまま装置更新を行った[57]。なお3編成目以降はIGBT素子によるVVVFインバータ制御へ変更されている。
- 電動空気圧縮機 (CP) を交流駆動スクロール式に、補助電源装置を静止形インバータ (SIV) にそれぞれ変更[59][57]。いずれも5000形からの廃車発生品が少なからず使用されている[42]。CPは三菱製で、当初はRC1500が採用されたが[6]、時期により形式に変更がある。SIVは東芝製のINV095-K0[6]、容量140 kVAの2レベルIGBTタイプである[46]。
- 種別・行先表示器をLEDに変更し、側面の表示器・表示窓は縦横比を変更（2000形以降で採用の横長タイプ[59]）。LED表示器は施工時期により3色のものとフルカラーのものが存在する。
- 前面の通過標識灯を完全に撤去[59]、また尾灯・側灯をLED化[59]。このうち戸閉車側灯は3000形2次車より採用された小判型のものへ変更されている[59]。
- 滑走防止装置（ファインスキッド）設置[46]。先頭車を含む付随車[注 14][60]に設置された。

車内・接客設備等
- ドアチャイム・車内表示器の設置[59]。ドアチャイムは全ての側扉に設置、車内表示器はLEDスクロール式で千鳥に配置された。チャイムの音色は2000形以降と同一[59]。
- 側下降窓（ユニット）の取替。UVカットガラスを採用し、カーテンは廃止された[57][59]。また側窓ガラスは外側にも手掛が設置されたものとなっている[59]。
- 側引戸窓の支持方式変更（車内側の平滑化）。金属枠でガラスを抑え込む方式は変わらないが、車内側から抑えていたものが車外側から抑えるものへ変更された。
- つり革・荷棚の取替[59]。つり革は丸形から3000形2次車と同じ三角形のものに、荷棚は金網からパイプを使用したものにそれぞれ形状が変更されている[59]。
- 化粧板・床材の張替え[59]。化粧板は白系、床はベージュ系で中央部と外側、境目のフットラインで3色が使い分けられてている。床面の中央部とフットラインは柄入りで、両者の境目には菱形の模様が配されている[59]。
- 表記類の変更。最初は3000形に準じたものが用いられたが[59]、施工時期によりバリエーションが存在する。
- 座席のセミバケット化、7人掛け座席へのスタンションポール設置[57]、あわせてポールの位置で座面を分割（車両中央のものを除く）[注 15][61]。座席モケットは一般席は赤系、優先席は青系で両者とも同一の細かい模様が入る。また座席下の蹴込板が交換された[59]。
- 車椅子スペース（収納式座席付）の設置[57]。先頭車の右側面、乗務員室直後の3席分が割り当てられている。横の4人掛け座席との間には板状の袖仕切りが取り付けられた。
- 非常通報装置を警報式から対話式に変更[59]。乗務員との会話ができるもので、3000形と同タイプである[59]。
- 自動放送装置の設置[59]。

乗務員室等
- モニタ装置を設置[注 16]。表示器としてタッチパネル式の液晶画面が車掌台と背面に計2台設置され、ダイヤル式の指令器は撤去された[59]。なお主回路が変更されていない関係上、制御できる項目が限られている。
- 乗務員間の連絡用インターホンを変更。運転台左の送受話器が撤去され、付近の壁面に運転士用のマイクが設置された。車掌から運転士への連絡は後述の受報器を使用する[59]。
- 非常通報装置の受報器を設置。運転台コンソールの右手に配置されている[59]。
- 自動放送装置の制御器を設置（下り方先頭車助手席後部）[59]。
- 車掌操作器（放送用マイク）の位置・数を変更。中央の1台であったものが左右側面に各1台の配置となった。
- 車掌モニタ[注 17]を変更。1000形後期車以降と同じ形となった[注 18][59]。
- 側面乗務員室扉について、カーテンを撤去、また運転台側のみUVカットガラスに変更。

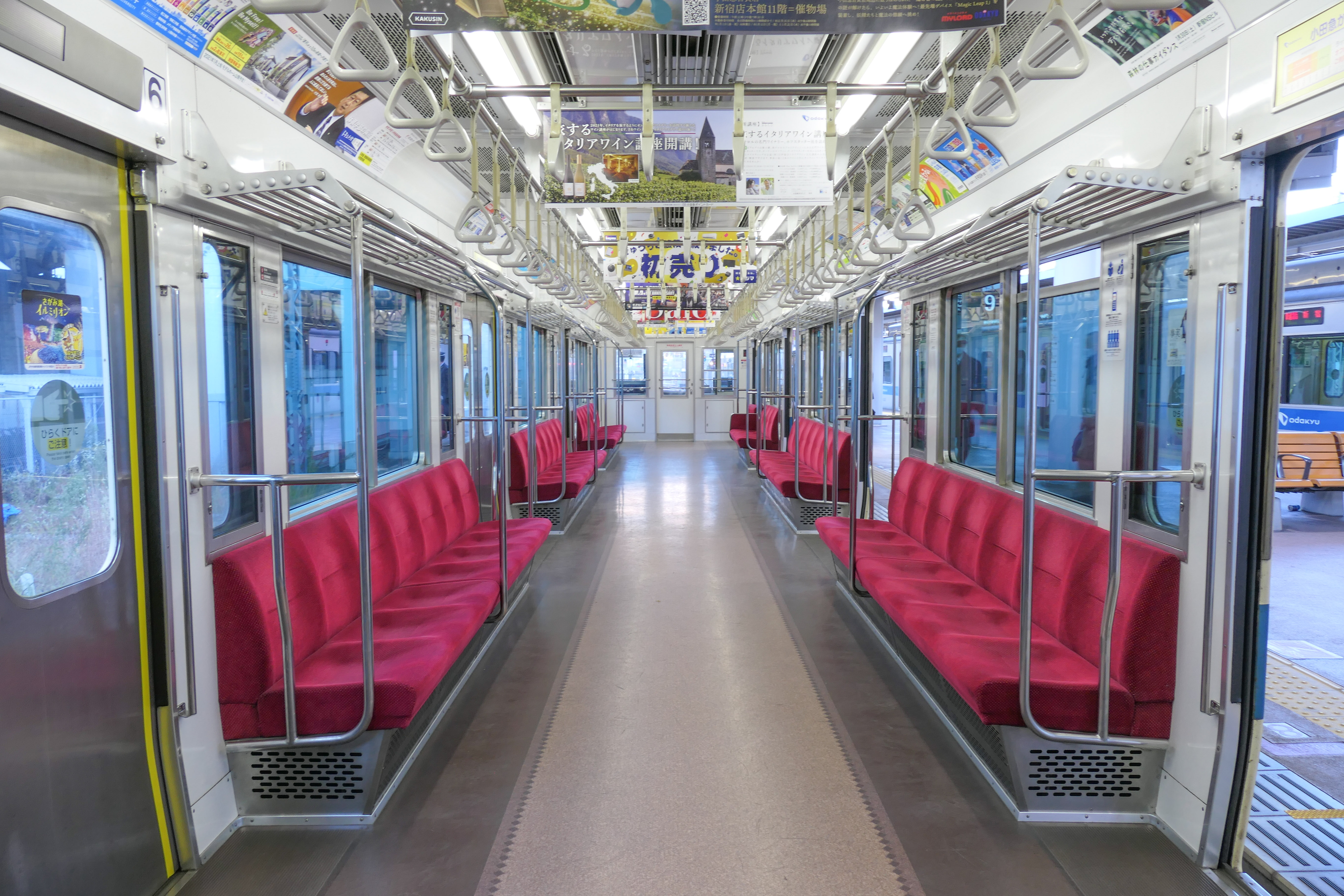
車体修理施工車の車内
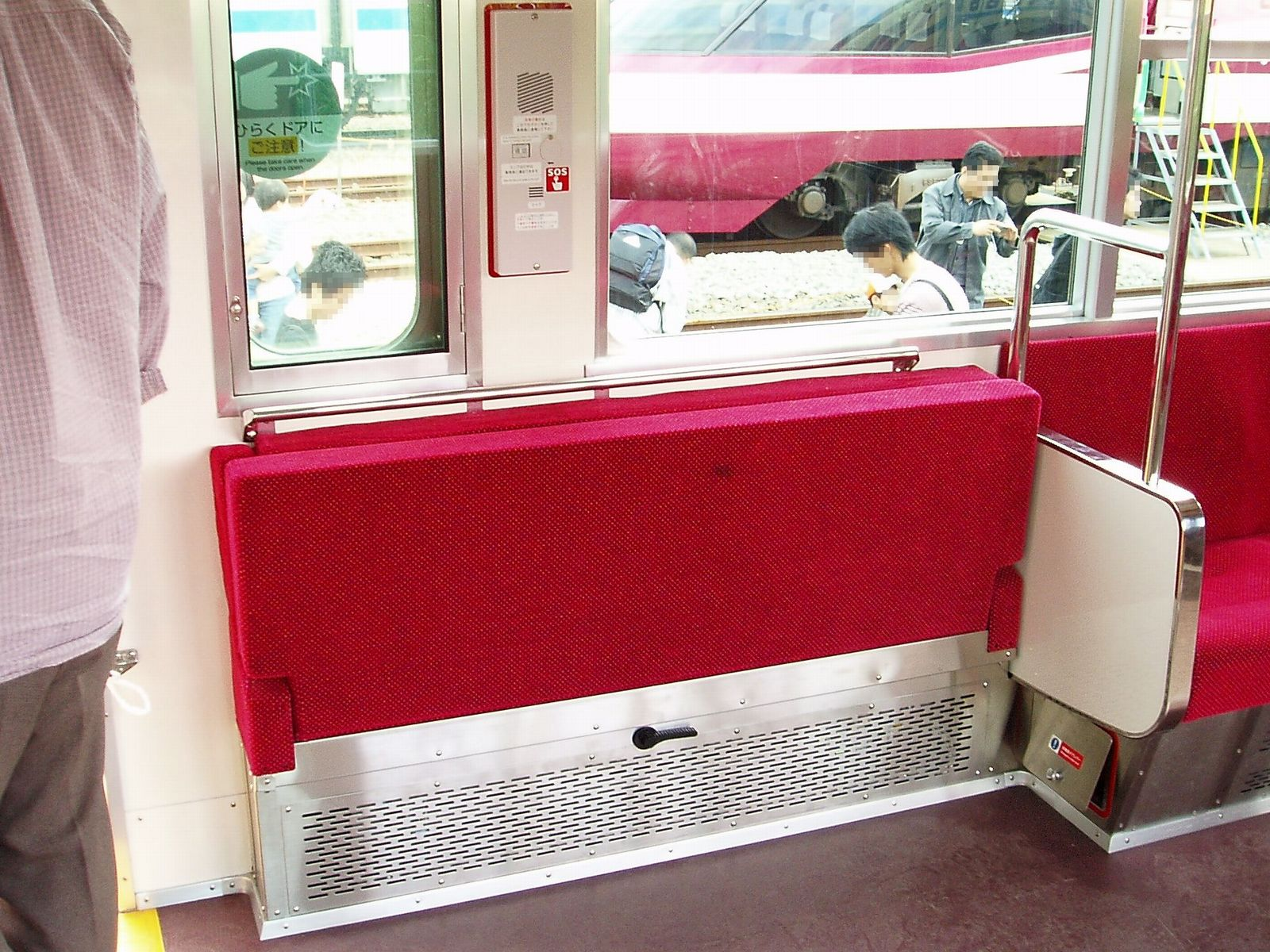
先頭車の車椅子スペース 収納式座席を備える
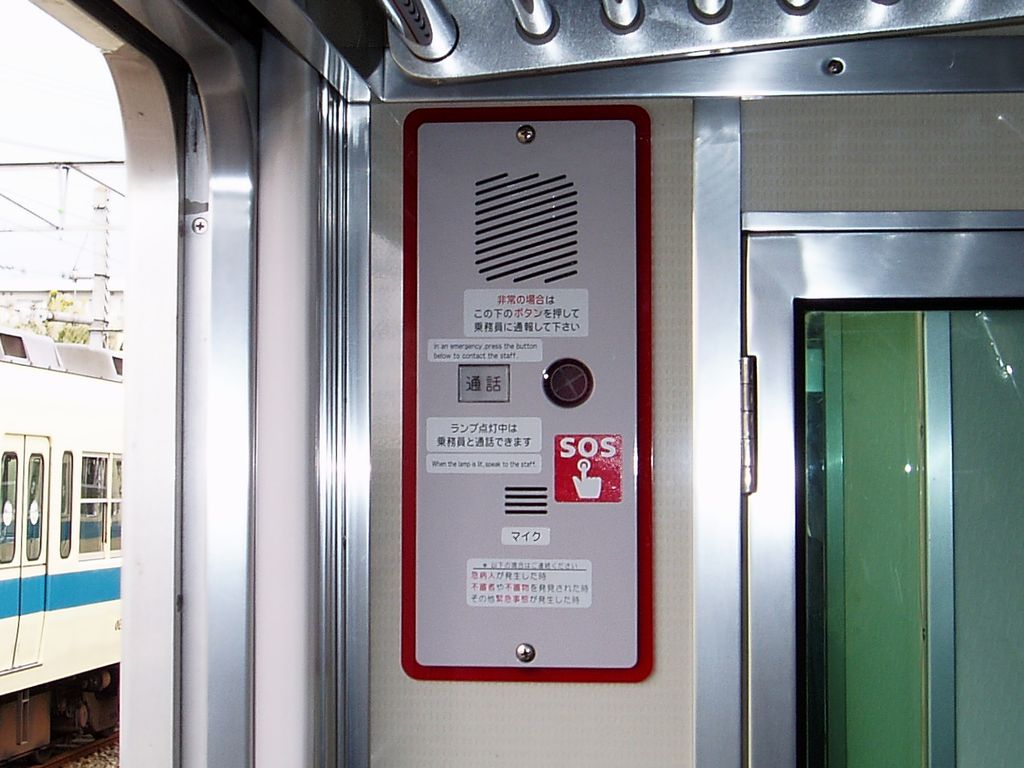
対話式に変更された非常通報器
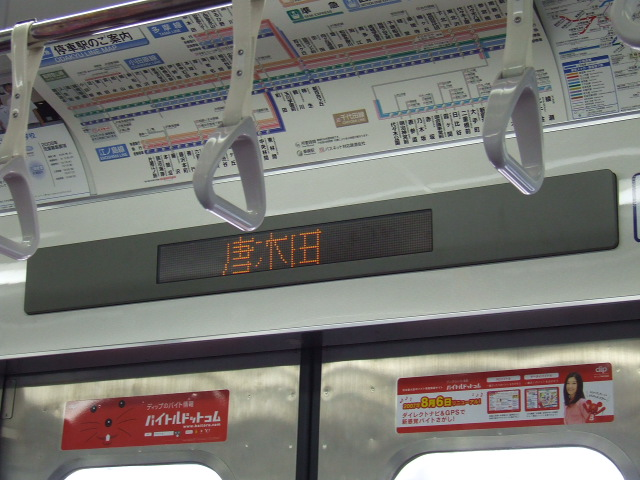
新設されたLED式の車内表示器と交換されたつり革
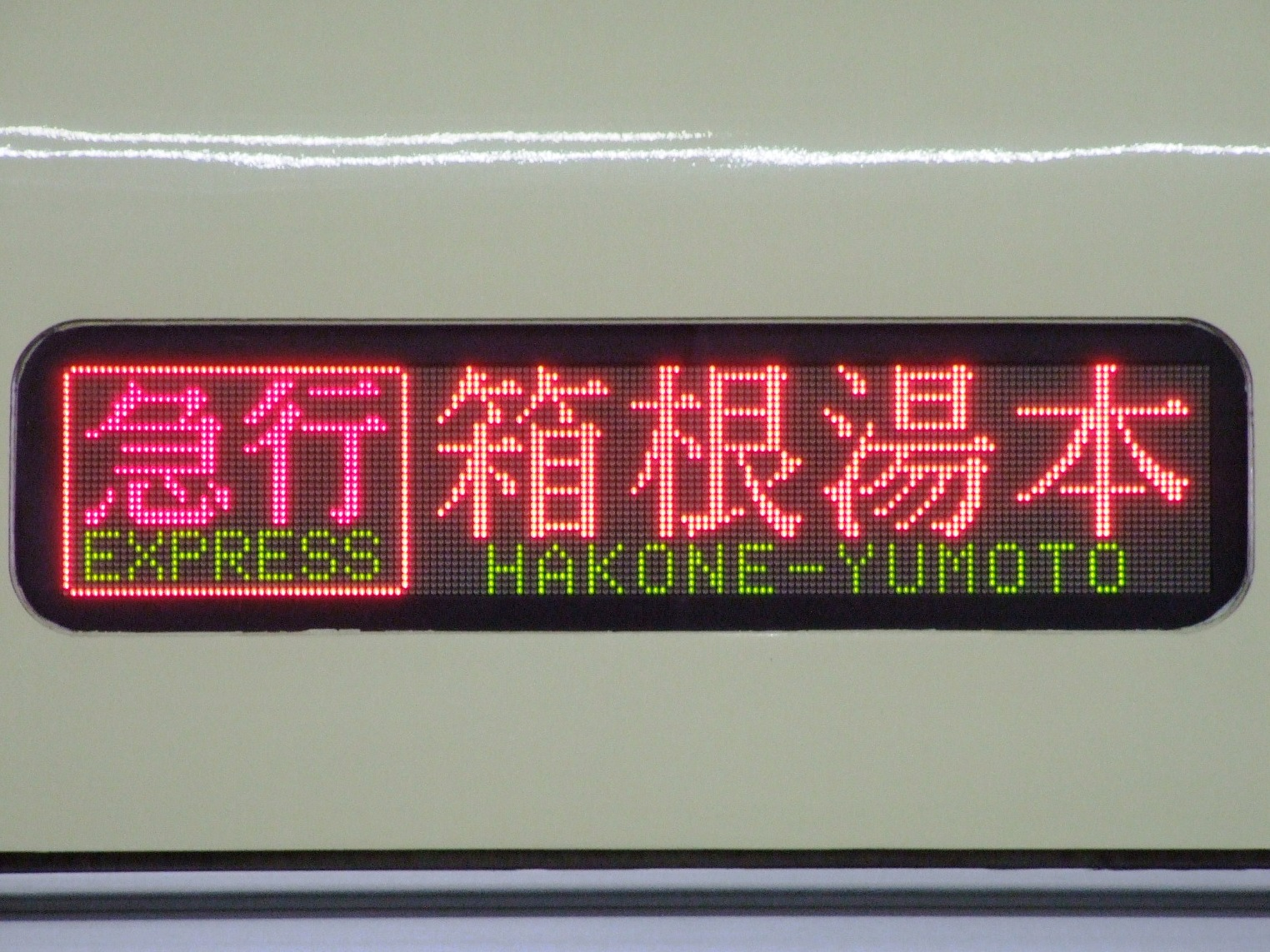
側面の種別・行先表示器 LED化され、横長になった
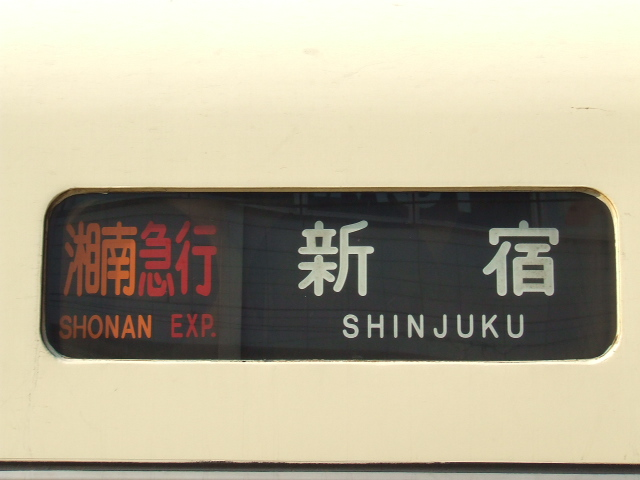
当初の側面表示器

#### 仕様変更等
10年程かけて実施されていることから、施工時期による仕様の差異が多岐にわたる。これらの仕様変更を以下に示す。
VVVFインバータ制御への変更
3番目に施工され、2004年3月に竣工した8254×6以降は機器面で3000形3次車と共通化が図られた。制御方式・制動方式が変更され、6両編成は編成構成も変更されている。
6両編成の編成構成としては、従来4M2T（MT比2:1）であったところ、デハ8400番台を付随車化し3M3T（MT比1:1）とした。同車は新形式となるサハ8050形のサハ8450番台へと変更され、パンタグラフや主電動機を撤去したほか、台車形式がFS516Tに変更されている。クハと同様に滑走防止装置も設置。
主回路機器はVVVF化により大きく変更されており、制御装置は三菱電機製の2レベルVVVFインバータ（PGセンサレスベクトル制御・純電気ブレーキ対応）で、IGBT素子を組み込んだIPM（インテリジェントパワーモジュール）が用いられている。デハ8300番台には1C4M2群のMAP-198-15V-115A、デハ8500番台には同じく1群のMAP-198-15V-116Aを搭載する。主電動機も同じく三菱電機製、出力190 kWの三相かご形誘導電動機とし、形式はMB-5102-Aとなる。歯車装置も変更され、歯数比は97:16=6.06となった。これらの変更に伴いM車は台車枠が新造され、台車形式もFS516Aへと変更されている。また主電動機の変更により床面の点検蓋が廃止された。
ブレーキ装置は電気指令式ブレーキに変更され、クハ8250番台にはブレーキ読み替え装置が設置された。車掌用の非常ブレーキスイッチも引き紐式から電気スイッチ式に変更されている。
これらに伴い運転台は大きく変更され、左手操作式ワンハンドルマスコンを備えるデスクタイプとなった。モニタ表示器も計器盤に収められ、装置の機能も追加されたが、TIOSは搭載していない。これに加え、正面の遮光板がカーテンに変更されている。
このほか外観等の変化として、スカートは海側の切欠きがなくなったほか、クハ8250番台（後の4両編成では8150番台）は二段電連に対応した開口の大きなものとされた。また運転士側のワイパーが黒色の電動式に変更、さらに先頭車前面の表示器が連結時に消灯するように変更された。このほかパンタグラフの上昇検知装置の設置が行われている。
客室内の設備面では、優先席部の荷棚高さとつり革高さを低下させ、一般席部のつり革高さも僅かながら低下させた。また先頭車への消火器設置、冷房装置の改良（室内ファン・冷風吹き出し口）等がなされている。
以後も施工時期により以下のような改良が加えられている。
- 乗務員室の仕切窓を小形化、車掌台の高さを拡大し道具箱を収納（8256×6 (2004.08) より）。
- 電気連結器増設（8257×6 (2005.03) より）[42]。クハ8250番台（後の4両編成では8150番台）において、既存の96芯電気連結器の下に36芯電気連結器（子電連）が新設されている[24]。先に施工された3編成にも追って実施された[46]。
- 車掌スイッチの鎖錠方式をキーによるものからボタンによるものへ変更[注 22]、また冷房吹き出し口を変更（8259×6 (2005.08) より）[65] 。
- マスコンハンドルの形状変更・優先席へのスタンションポール設置（8253×6 (2005.11) より）[65]。
- 種別・行先表示器のフルカラー化（8252×6 (2006.03) より）[42]。当初は明朝体の表示であった。
- 空気圧縮機をマルチユニットタイプに変更（8266×6 (2007.03) より）[66]。6両編成はMBU1600T-1、4両編成はMBU1100T-1で、それぞれ吐出量が異なる。

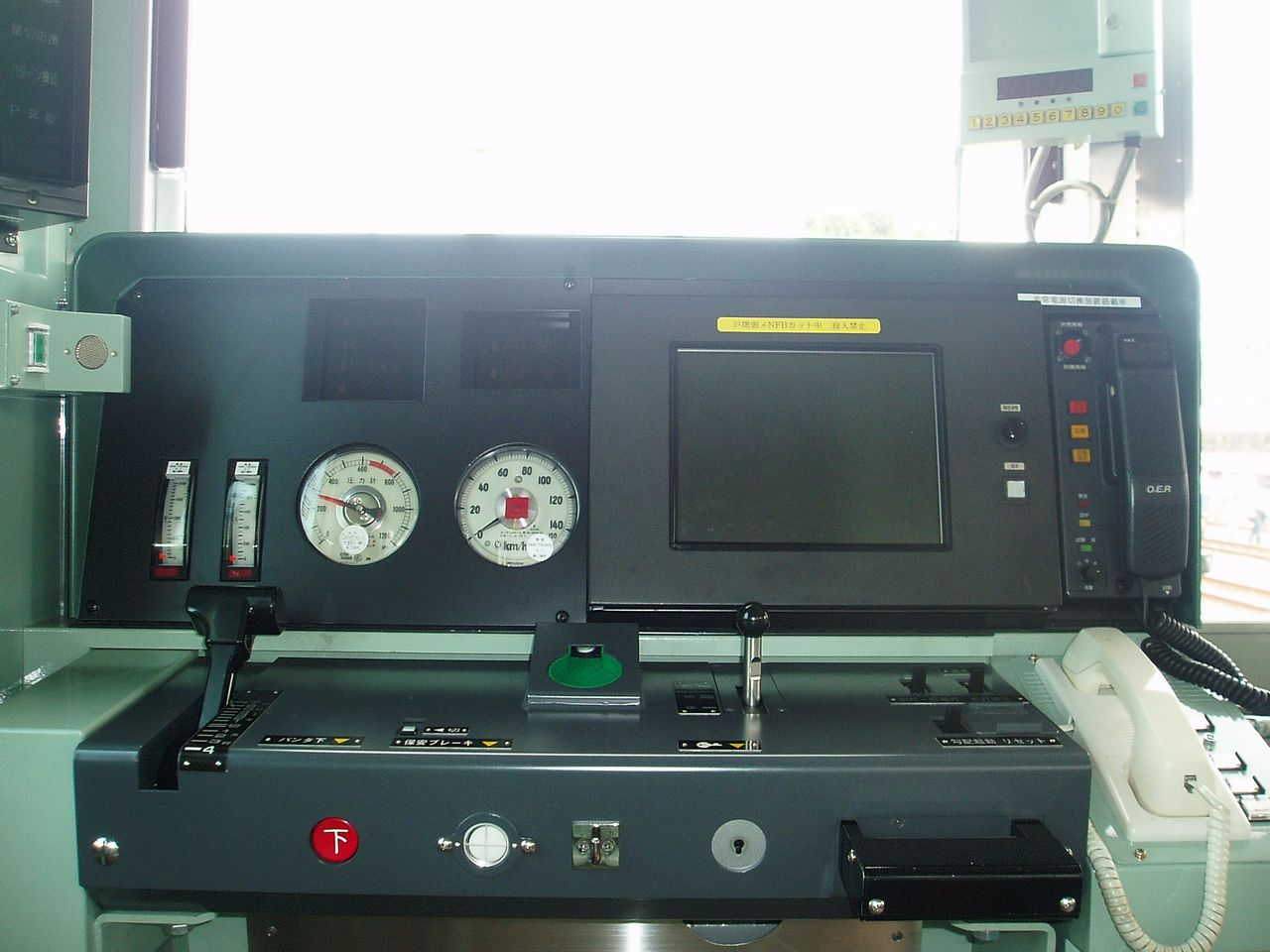
デスクタイプに変更された運転台 （写真はクハ8263）
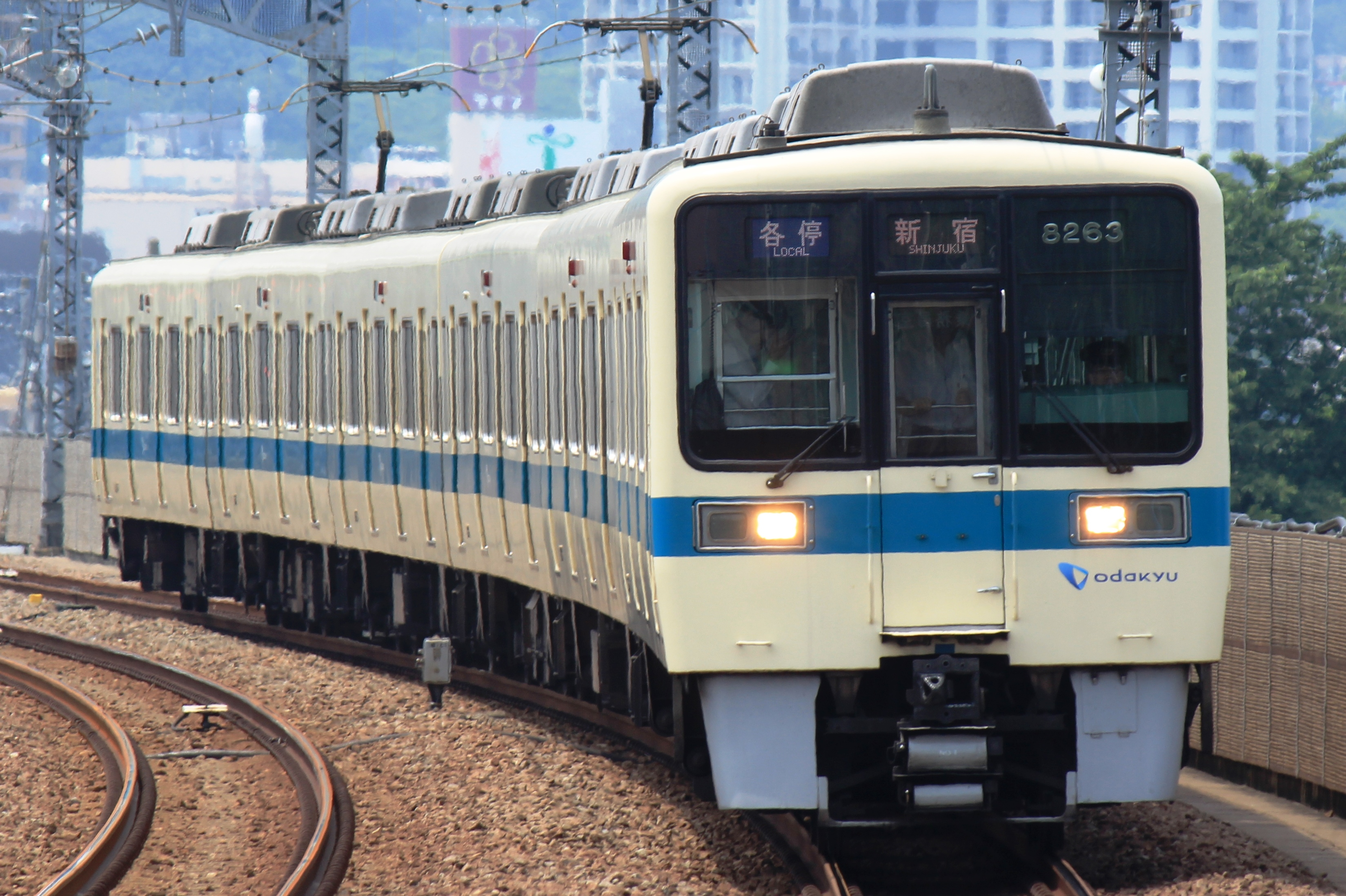
電気連結器が増設された前面 種別・行先表示器もフルカラーLEDに変更された
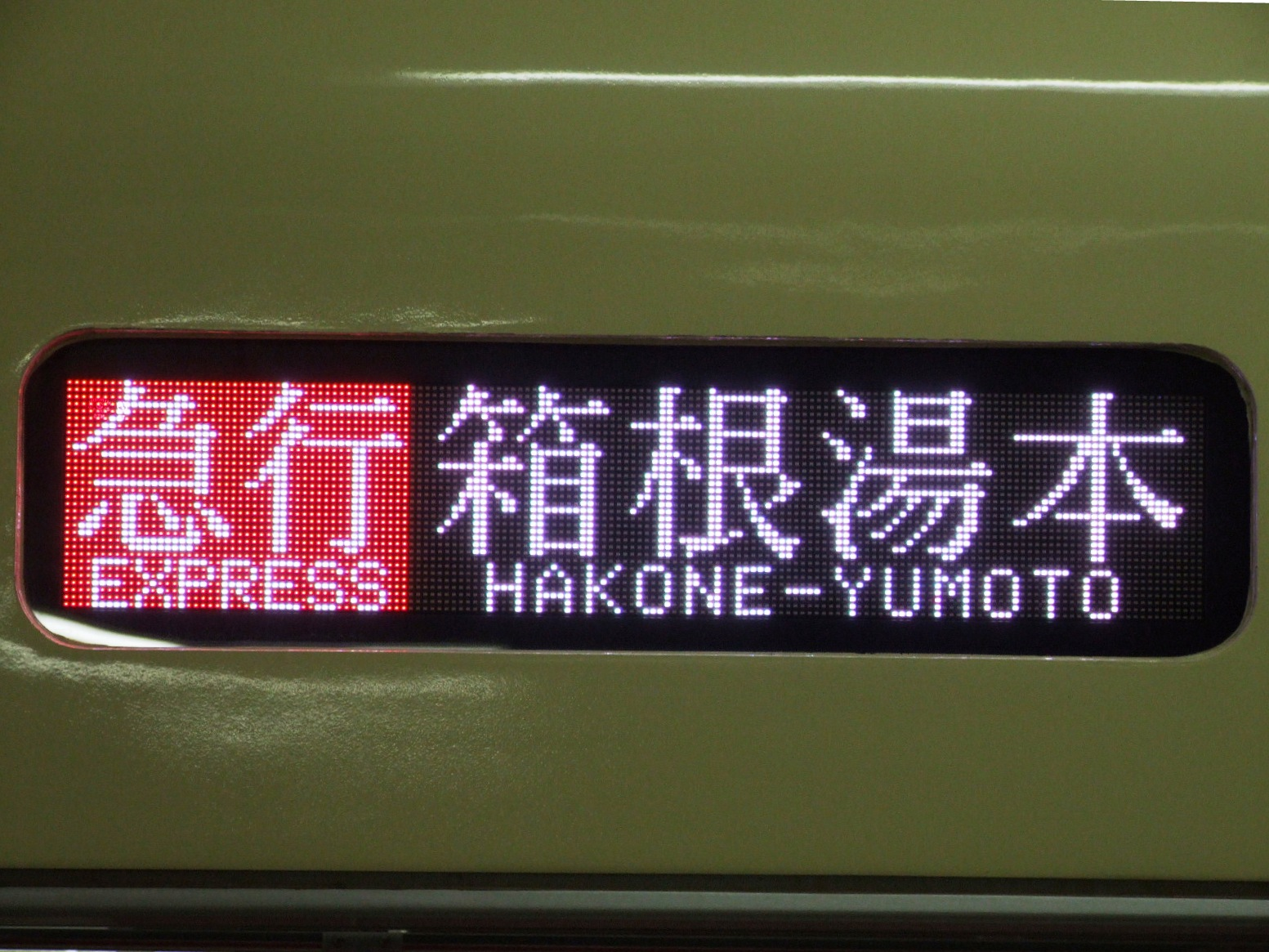
フルカラーLEDに変更された側面の種別・行先表示器

4000形の仕様を取り入れ
2007年8月竣工の8260×6からは内装において、スタンションポールの形状変更と増強および色分け（7人掛け座席部を2本に、優先席部を黄色に）、出入口部の床面を凹凸のある黄色のものへ変更、座席前に並ぶつり革のうち一部の高さを50 mm低くする など、4000形の意匠を取り入れた仕様に変更された。またD-ATS-Pを搭載し、運転台に表示灯が設置された。このほかマスコンをオートリターン式（手を離すとニュートラル位置に戻るもの）にするとともに、形状が変更されている。
- さらに同年11月竣工の8264×6からは、優先席エリアの色分け・明確化（淡黄色の内装と青色の床材に変更）が行われたほか、主電動機も4000形と同様の全密閉式である三菱電機製のMB-5123-Aに変更[42]、これにより電動台車の形式もFS516Bに変更された。また車体側面の「OER」の切り抜き文字が撤去された[42]。

4両編成への施工開始
2008年3月竣工の8051×4を皮切りに、2007年度から4両固定編成の更新も開始された。基本的な施工内容は6両編成と変わらないが、クハ8150番台において併結可能な車種を変更しており、以下のような違いがある。
- ブレーキ読み替え装置を省略、HSC車との併結が不可能になる[42]。これは2008年のダイヤ改正以降は分割・併合が大幅に減少し、連結する編成を電気指令式ブレーキ使用車両に限定することが可能となるためである[42][70]。
- モニタ装置用の伝送読替装置を搭載し、TIOS搭載車との併結に対応する[注 24][70]。3000形3次車以降との併結が可能となるが、営業運転での実績はない。

以後も以下のような変更が行われている。
- 種別・行先表示器の表示書体をゴシック体に変更[注 25]、またドアの戸閉力弱め制御機能を追加（8051×4 (2008.03) より）。表示書体の変更については、2012年11月から12月にかけて既存のフルカラーLED車にも実施された。
- つり革の増設（8057×4 (2008.11) より）。扉間の中央部枕木方向に3つ、1両あたり9つが増設された。
- 車椅子スペース部の収納座席を廃止、また中間車の優先席位置を変更（8054×4 (2009.02) より）[71]。なおクハ8050・8550番台の車椅子スペース部には車椅子用のスロープ板を収納している[46]。また既存車も後に収納状態で固定された。
- 改造銘板を「小田急車両」のアクリルプレートから「小田急車両工業」のステッカーへ変更（8052×4 (2010.08) より）。
- 走行中に側面表示器が消灯する機能を追加（8058×4 (2011.04) より）。後に既存車にも実施。

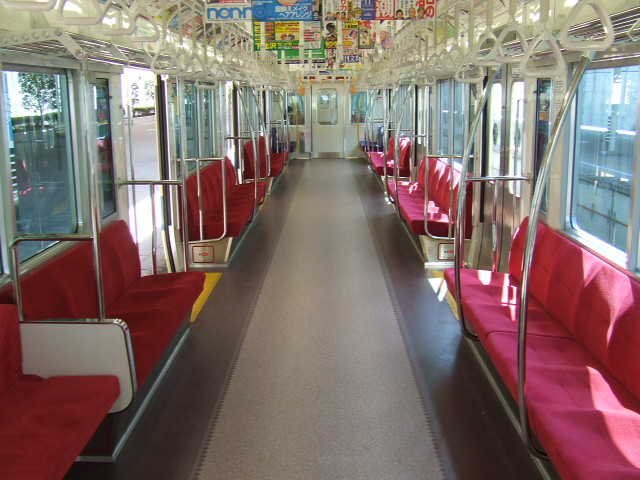
4000形の意匠を取り入れた室内
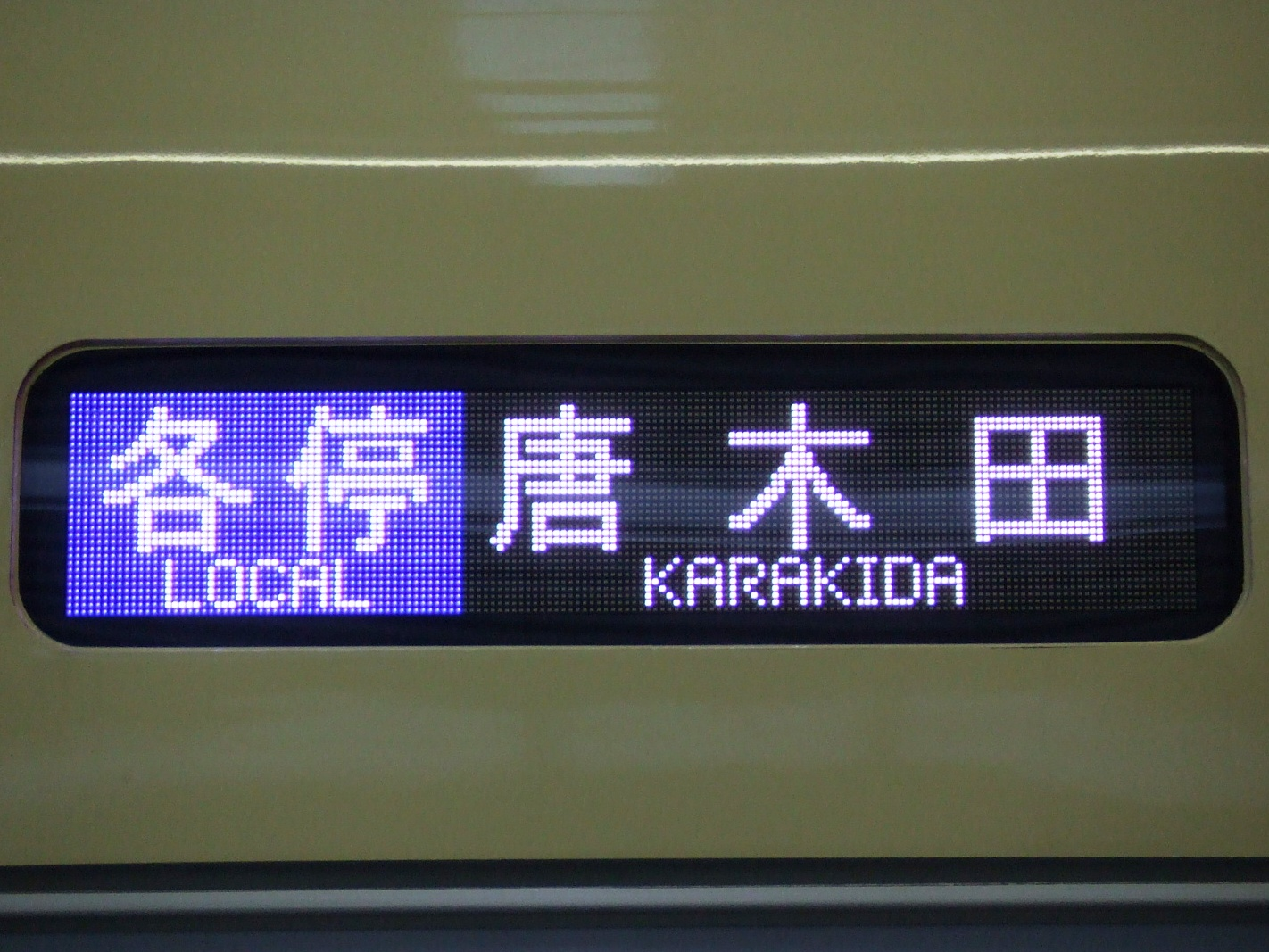
ゴシック体での表示に変更された種別・行先表示器
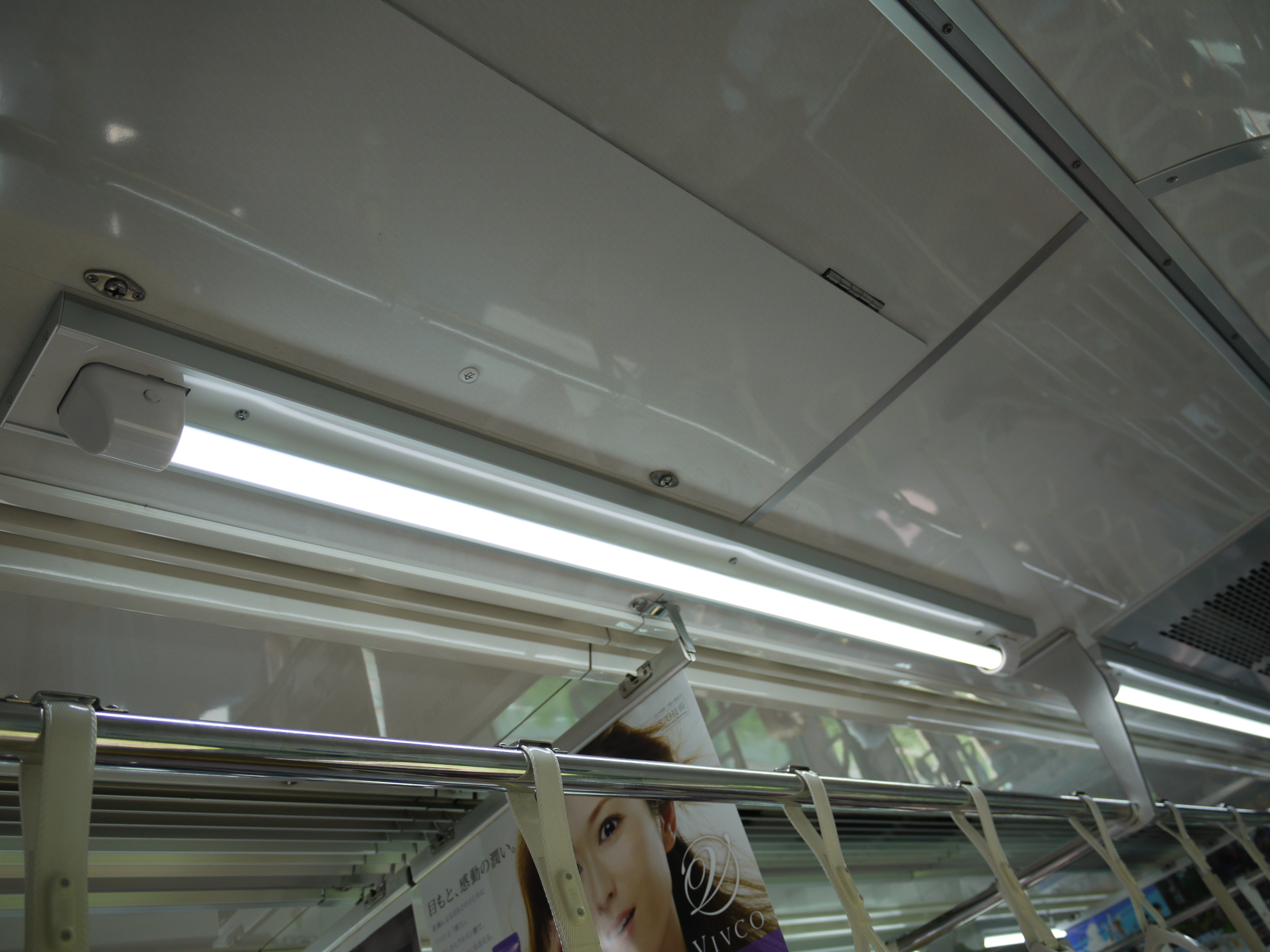
クハ8063のLED車内照明

LED室内灯の採用
2011年8月竣工の8063×4では川重車両テクノ製、翌年3月竣工の8066×4では東芝ライテック製のLED照明が、いずれもクハ8050番台のみ試験的に採用された。
2012年8月竣工の8055×4以降で本格採用され、同編成は川重車両テクノ製、以後に施工された4編成は東芝ライテック製となっている。
ハイブリッドSiCモジュールの採用
2013年度、最後に更新された8061×4・8059×4の2編成では新たな制御装置が試験的に採用された。三菱電機製の3レベルVVVFインバータで、IPMに代わりハイブリッドSiCモジュールを用いたいわゆる「ハイブリッドSiC」となっている。従来のモジュールと比較してスイッチング素子はSi-IGBTで変わらないが、還流ダイオードがSiC-SBDに変更さてれている点が新しい。なお主回路システム自体は従来車からVVVFインバータのみ変更したものとしており、主電動機等は従来車と変わらない。大幅な小型軽量化（装置の筐体寸法・重量がともに約40%減少）、約15%の消費電力削減（低損失であることや高温動作特性により、力行電力量の減少と回生ブレーキ力が向上）が実現しており、この試験結果は2014年度よりリニューアルを開始している1000形に反映された。なおこちらはスイッチング素子にもSiC-MOSFETを使用するいわゆる「フルSiC」とされた点が大きく異なる（なお現在両編成共に廃車されたため、この形態は消滅している）。
また、2012年度末で小田急車両工業の事業が小田急エンジニアリングへ引き継がれたことにより、本グループは小田急エンジニアリングにより改造が施工されており、銘板の表記も同様に変更されている。

#### 各編成の施工時期
| 編成   | 両数    | 竣工    | 仕様変更・備考                                                                                                   |
| ------ | ------- | ------- | --- |
| 8251×6 | 6両編成 | 2003.02 | 6両編成への施工を開始。                                                                                          |
| 8255×6 | 6両編成 | 2003.03 | |
| 8254×6 | 6両編成 | 2004.03 | 機器：VVVF化、ブレーキ変更、運転台変更、スカート・ワイパー変更。 内装：つり革・荷棚高さ変更。                    |
| 8256×6 | 6両編成 | 2004.08 | 内装：仕切窓小形化、車掌台拡大。                                                                                 |
| 8258×6 | 6両編成 | 2004.11 | |
| 8257×6 | 6両編成 | 2005.03 | 機器：電気連結器増設（クハ8250・8150番台、後に既存のVVVF車も実施）。                                             |
| 8259×6 | 6両編成 | 2005.08 | 機器：車掌スイッチの鎖錠方式変更。 内装：冷房吹き出し口変更。                                                    |
| 8253×6 | 6両編成 | 2005.11 | 機器：マスコンハンドルの形状変更。 内装：優先席へのスタンションポール設置。                                      |
| 8252×6 | 6両編成 | 2006.03 | 機器：種別・行先表示器のフルカラー化。                                                                           |
| 8261×6 | 6両編成 | 2006.08 | |
| 8262×6 | 6両編成 | 2006.11 | |
| 8266×6 | 6両編成 | 2007.03 | 機器：空気圧縮機マルチユニット化。                                                                               |
| 8260×6 | 6両編成 | 2007.08 | 機器：D-ATS-P搭載。 内装：スタンションポールの形状変更・増強・色分け、扉付近床面黄色化、一部つり革高さ低下。     |
| 8264×6 | 6両編成 | 2007.11 | 機器：主電動機全閉式化（MB-5123-A）、車体側面「OER」ロゴ撤去。 内装：優先席部内装材色分け。                      |
| 8051×4 | 4両編成 | 2008.03 | 4両編成への施工を開始。 機器：種別・行先表示器の書体変更（2012年に既存フルカラー車も実施）、戸閉力弱め制御追加。 |
| 8263×6 | 6両編成 | 2008.08 | |
| 8057×4 | 4両編成 | 2008.11 | |
| 8054×4 | 4両編成 | 2009.02 | 内装：収納座席廃止（後に既存車も固定）、優先席位置変更（既存車も実施）。                                         |
| 8064×4 | 4両編成 | 2009.07 | |
| 8056×4 | 4両編成 | 2009.10 | |
| 8265×6 | 6両編成 | 2010.02 | 6両編成への施工が完了。                                                                                          |
| 8052×4 | 4両編成 | 2010.08 | 内装：改造銘板をステッカーに変更。                                                                               |
| 8053×4 | 4両編成 | 2010.12 | |
| 8058×4 | 4両編成 | 2011.04 | 機器：側面表示器の消灯機能追加（後に既存車も実施）。                                                             |
| 8063×4 | 4両編成 | 2011.08 | 内装：クハ8063に川重車両テクノ製のLED室内灯を試用。                                                              |
| 8065×4 | 4両編成 | 2011.12 | |
| 8066×4 | 4両編成 | 2012.03 | 内装：クハ8066に東芝ライテック製のLED室内灯を試用。                                                              |
| 8055×4 | 4両編成 | 2012.08 | 内装：LED室内灯を本格採用（本編成のみ川重車両テクノ製、以後東芝ライテック製）。                                  |
| 8062×4 | 4両編成 | 2012.11 | |
| 8060×4 | 4両編成 | 2013.03 | |
| 8061×4 | 4両編成 | 2013.10 | 小田急エンジニアリングによる施工へ変更。 機器：VVVFにハイブリッドSiCモジュールを採用。                           |
| 8059×4 | 4両編成 | 2014.02 | 4両編成への施工が完了、全32編成の工事が終了。本編成は銘板の改造年「2013」。                                      |

## 編成表
| [ 8 ] [ 6 ]   | [ 8 ] [ 6 ]   | ← 小田原・藤沢・唐木田新宿・片瀬江ノ島 → | ← 小田原・藤沢・唐木田新宿・片瀬江ノ島 → | ← 小田原・藤沢・唐木田新宿・片瀬江ノ島 → | ← 小田原・藤沢・唐木田新宿・片瀬江ノ島 → | ← 小田原・藤沢・唐木田新宿・片瀬江ノ島 → | ← 小田原・藤沢・唐木田新宿・片瀬江ノ島 → |
| 号車          | 号車          | 1                                        | 2                                        | 3                                        | 4                                        | 5                                        | 6                                        |
| 形式          | 形式          | クハ8050                                 | デハ8000                                 | デハ8000                                 | デハ8000                                 | デハ8000                                 | クハ8050                                 |
| 車種          | 車種          | Tc2                                      | M4                                       | M3                                       | M2                                       | M1                                       | Tc1                                      |
| 搭載機器      | 搭載機器      | CP                                       | CON,PT                                   | MG or SIV, PT                            | CON,PT                                   | MG or SIV                                | CP                                       |
| 自重          | 当初          | 32.0 t                                   | 40.0 t                                   | 39.5 t                                   | 40.0 t                                   | 39.5 t                                   | 32.0 t                                   |
| 自重          | 更新          | 32.0 t                                   | 40.0 t                                   | 38.2 t                                   | 40.0 t                                   | 38.2 t                                   | 32.0 t                                   |
| 定員 （座席） | 定員 （座席） | 144 (50/47)                              | 162 (58)                                 | 162 (58)                                 | 162 (58)                                 | 162 (58)                                 | 144 (50/47)                              |
| 車両番号      | 車両番号      | 8551                                     | 8501                                     | 8401                                     | 8301                                     | 8201                                     | 8251                                     |
| 車両番号      | 車両番号      | 8555                                     | 8505                                     | 8405                                     | 8305                                     | 8205                                     | 8255                                     |

| [ 8 ] [ 6 ]       | [ 8 ] [ 6 ]       | ← 小田原・藤沢・唐木田新宿・片瀬江ノ島 → | ← 小田原・藤沢・唐木田新宿・片瀬江ノ島 → | ← 小田原・藤沢・唐木田新宿・片瀬江ノ島 → | ← 小田原・藤沢・唐木田新宿・片瀬江ノ島 → | ← 小田原・藤沢・唐木田新宿・片瀬江ノ島 → | ← 小田原・藤沢・唐木田新宿・片瀬江ノ島 → |
| 号車              | 号車              | 1                                        | 2                                        | 3                                        | 4                                        | 5                                        | 6                                        |
| 形式              | 形式              | クハ8050                                 | デハ8000                                 | サハ8050                                 | デハ8000                                 | デハ8000                                 | クハ8050                                 |
| 車種              | 車種              | Tc2                                      | M3                                       | T                                        | M2                                       | M1                                       | Tc1                                      |
| 搭載機器          | 搭載機器          | CP                                       | CON,PT                                   | SIV                                      | CON,PT                                   | SIV                                      | CP                                       |
| 自重              | VF                | 31.2 t                                   | 39.8 t                                   | 33.3 t                                   | 40.3 t                                   | 39.3 t                                   | 31.7 t                                   |
| 自重              | 全閉              | 31.2 t                                   | 40.0 t                                   | 33.3 t                                   | 40.5 t                                   | 39.5 t                                   | 31.7 t                                   |
| 定員 （座席）     | 定員 （座席）     | 144 (47)                                 | 162 (58)                                 | 162 (58)                                 | 162 (58)                                 | 162 (58)                                 | 144 (47)                                 |
| 車両番号 (旧車号) | 車両番号 (旧車号) | 8552 ： 8554                             | 8502 ： 8504                             | 8452 (8402) ： 8454 (8404)               | 8302 ： 8304                             | 8202 ： 8204                             | 8252 ： 8254                             |
| 車両番号 (旧車号) | 車両番号 (旧車号) | 8556 ： 8566                             | 8506 ： 8516                             | 8456 (8406) ： 8466 (8416)               | 8306 ： 8316                             | 8206 ： 8216                             | 8256 ： 8266                             |

| [ 8 ] [ 6 ]   | [ 8 ] [ 6 ]   | ← 小田原・藤沢・唐木田新宿 → | ← 小田原・藤沢・唐木田新宿 → | ← 小田原・藤沢・唐木田新宿 → | ← 小田原・藤沢・唐木田新宿 → |
| 号車          | 号車          | 7                            | 8                            | 9                            | 10                           |
| 形式          | 形式          | クハ8050                     | デハ8000                     | デハ8000                     | クハ8050                     |
| 車種          | 車種          | Tc2                          | M2                           | M1                           | Tc1                          |
| 搭載機器      | 搭載機器      | CP                           | CON,PT                       | SIV,PT                       | SIV,CP                       |
| 自重          | 当初          | 32.0 t                       | 40.0 t                       | 39.5 t                       | 34.0 t                       |
| 自重          | 全閉          | 31.3 t                       | 40.5 t                       | 39.2 t                       | 34.1 t                       |
| 自重          | SiC           | 31.3 t                       | 39.9 t                       | 39.2 t                       | 34.1 t                       |
| 定員 （座席） | 定員 （座席） | 144 (50/47)                  | 162 (58)                     | 162 (58)                     | 144 (50/47)                  |
| 車両番号      | 車両番号      | 8151 ： 8166                 | 8101 ： 8116                 | 8001 ： 8016                 | 8051 ： 8066                 |

| 編成   | 製造年/ 製造所 | 製造年/ 製造所 | 区分  | 更新    | 主回路 機器   | 電動空気 圧縮機 | 表示器 | 廃車    | その他・備考                    |
| ------ | -------------- | -------------- | ----- | ------- | ------------- | --------------- | ------ | ------- | ------------------------------- |
| 8251×6 | 1982           | 東急           | 1次車 | 2003.02 | 界磁          | RC1500          | 3色LED | 2021.03 | 銘板の製造年表記は昭和58年      |
| 8252×6 | 1983           | 川重           | 1次車 | 2006.03 | VVVF          | RC1500          | FC-LED |         |                                 |
| 8253×6 | 1983           | 川重           | 1次車 | 2005.11 | VVVF          | RC1500          | 3色LED |         | 元イベントカー（オーキッド号）  |
| 8254×6 | 1983           | 日車           | 1次車 | 2004.03 | VVVF          | RC1500          | 3色LED | 2023.10 |                                 |
| 8255×6 | 1983           | 日車           | 2次車 | 2003.03 | 界磁          | RC1500          | 3色LED | 2020.10 |                                 |
| 8256×6 | 1983           | 川重           | 2次車 | 2004.08 | VVVF          | RC1500          | 3色LED | 2023.11 |                                 |
| 8257×6 | 1984           | 日車           | 3次車 | 2005.03 | VVVF          | RC1500          | 3色LED | 2024.11 | 元イベントカー（ポケット号）    |
| 8258×6 | 1984           | 川重           | 3次車 | 2004.11 | VVVF          | RC1500          | 3色LED |         | クハ8558のみ前照灯LED           |
| 8259×6 | 1984           | 日車           | 4次車 | 2005.08 | VVVF          | RC1500          | 3色LED | 2022.11 |                                 |
| 8260×6 | 1984           | 東急           | 4次車 | 2007.08 | VVVF          | MBU1600         | FC-LED |         |                                 |
| 8261×6 | 1985           | 東急           | 4次車 | 2006.08 | VVVF          | RC1500          | FC-LED | 2024.05 | 西武鉄道へ譲渡（2024年5月）     |
| 8262×6 | 1985           | 川重           | 4次車 | 2006.11 | VVVF          | RC1500          | FC-LED |         | 元イベントカー（オーキッド号）  |
| 8263×6 | 1985           | 川重           | 5次車 | 2008.08 | VVVF （全閉） | MBU1600         | FC-LED |         |                                 |
| 8264×6 | 1986           | 日車           | 6次車 | 2007.11 | VVVF （全閉） | MBU1600         | FC-LED | 2020.04 | 事故廃車（2019年6月、踏切事故） |
| 8265×6 | 1986           | 日車           | 6次車 | 2010.02 | VVVF （全閉） | MBU1600         | FC-LED |         | 室内灯LED（川）                 |
| 8266×6 | 1987           | 東急           | 6次車 | 2007.03 | VVVF          | MBU1600         | FC-LED |         | 室内灯LED（川）                 |

| 編成   | 製造年/ 製造所 | 製造年/ 製造所 | 区分  | 更新    | 主回路 機器   | 廃車    | その他・備考                                    |
| ------ | -------------- | -------------- | ----- | ------- | ------------- | ------- | ----------------------------------------------- |
| 8051×4 | 1984           | 東急           | 3次車 | 2008.03 | VVVF （全閉） |         |                                                 |
| 8052×4 | 1984           | 東急           | 3次車 | 2010.08 | VVVF （全閉） | 2023.06 | 元イベントカー（ポケット号）                    |
| 8053×4 | 1984           | 東急           | 3次車 | 2010.12 | VVVF （全閉） |         |                                                 |
| 8054×4 | 1984           | 川重           | 4次車 | 2009.02 | VVVF （全閉） | 2023.02 | 元イベントカー（オーキッド号）                  |
| 8055×4 | 1984           | 川重           | 4次車 | 2012.08 | VVVF （全閉） | 2022.12 | 室内灯LED（川）・元イベントカー（オーキッド号） |
| 8056×4 | 1985           | 日車           | 4次車 | 2009.10 | VVVF （全閉） | 2022.10 |                                                 |
| 8057×4 | 1985           | 日車           | 4次車 | 2008.11 | VVVF （全閉） |         |                                                 |
| 8058×4 | 1985           | 日車           | 5次車 | 2011.04 | VVVF （全閉） |         | クハ8058のみ前照灯LED                           |
| 8059×4 | 1986           | 東急           | 5次車 | 2014.02 | VVVF（SiC）   | 2024.10 | 室内灯LED（芝） 8059×4は銘板の改造年「2013」    |
| 8060×4 | 1986           | 川重           | 6次車 | 2013.03 | VVVF（全閉）  | 2023.05 | 室内灯LED（芝） 8059×4は銘板の改造年「2013」    |
| 8061×4 | 1986           | 川重           | 6次車 | 2013.10 | VVVF（SiC）   | 2023.12 | 室内灯LED（芝） 8059×4は銘板の改造年「2013」    |
| 8062×4 | 1986           | 川重           | 6次車 | 2012.11 | VVVF （全閉） | 2023.01 | 室内灯LED（芝） 8059×4は銘板の改造年「2013」    |
| 8063×4 | 1986           | 川重           | 6次車 | 2011.08 | VVVF （全閉） |         | クハ8063のみ室内灯LED（川）                     |
| 8064×4 | 1987           | 東急           | 6次車 | 2009.07 | VVVF （全閉） |         |                                                 |
| 8065×4 | 1987           | 日車           | 7次車 | 2011.12 | VVVF （全閉） |         | クヤ31連結対応・室内灯LED（川、クハ8066のみ芝） |
| 8066×4 | 1987           | 日車           | 7次車 | 2012.03 | VVVF （全閉） |         | クヤ31連結対応・室内灯LED（川、クハ8066のみ芝） |

## 譲渡車

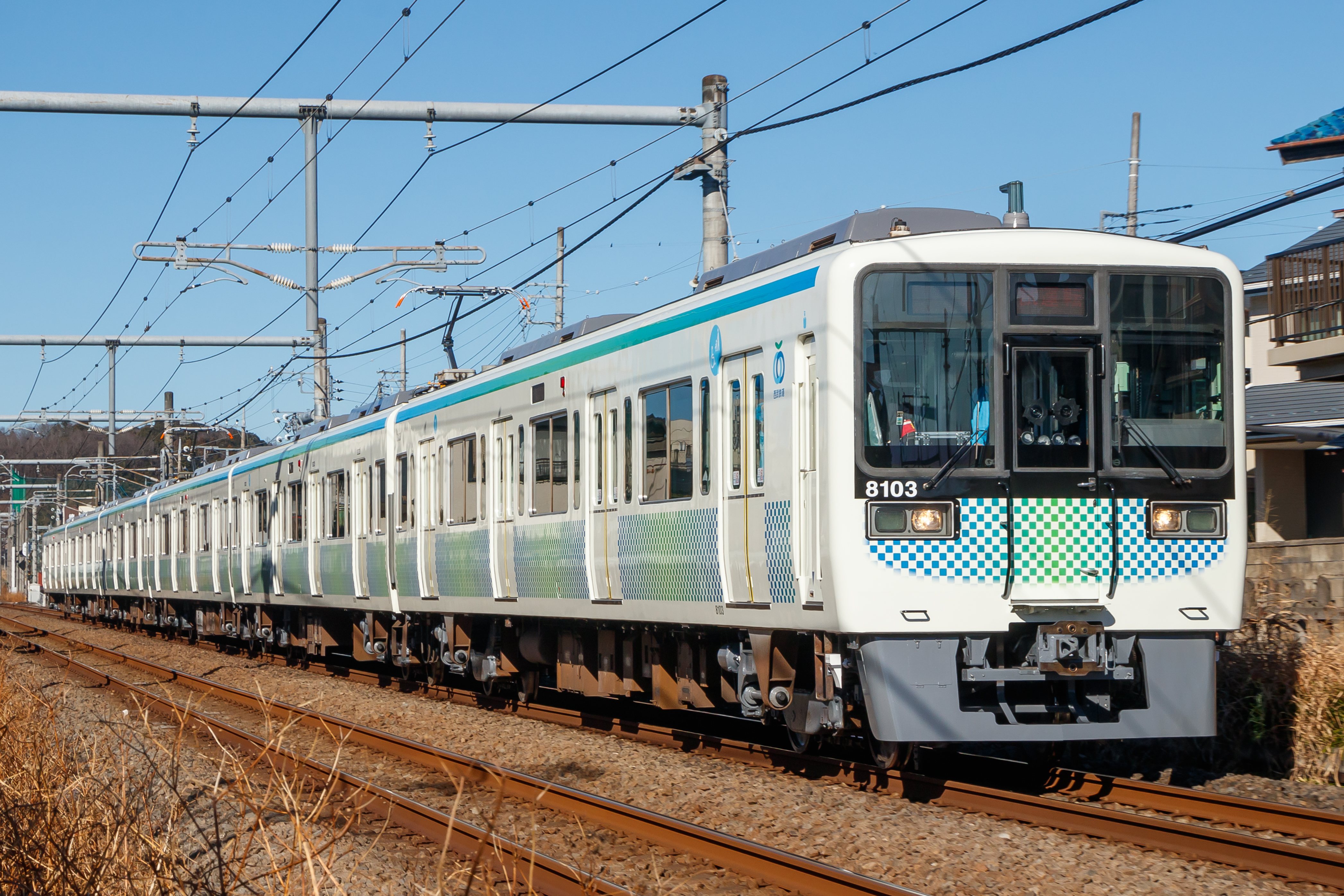
西武8000系

### 西武鉄道（8000系）
環境負荷の低減などを目的として車両のVVVFインバータ制御化などを進めるために導入する「サステナ車両」として、遅くとも2029年度までに6両編成7本を導入予定。
第一編成として2024年5月に8261×6が譲渡、8103編成として改造されており、2025年5月31日に営業運転を開始した。